# 七龙珠3 悟空传
《七龙珠3 悟空传》是一款由万代公司制作的电子角色扮演游戏。本游戏是七龙珠系列在FC的第三作，于1989年10月27日在FC游戏机发行。
游戏内容为七龙珠的传说至与比克大魔王作战。主角为小孩和成年的悟空、克林和飲茶也可以选择。